# Marais des Échets
Le marais des Échets ou espace humide des communes de Miribel, Mionnay et Tramoyes est un marais, situé sur le territoire des communes de Miribel, Tramoyes et Mionnay, à proximité du hameau des Échets, dans le département de l'Ain, en France. Il a une superficie de 1 000 ha dont 700 ha sont asséchés et dont une faible partie est protégée (23 ha) en tant que site naturel inscrit. Depuis 2007, il a le statut de ZNIEFF de type I (sur 56 ha).

## Histoire

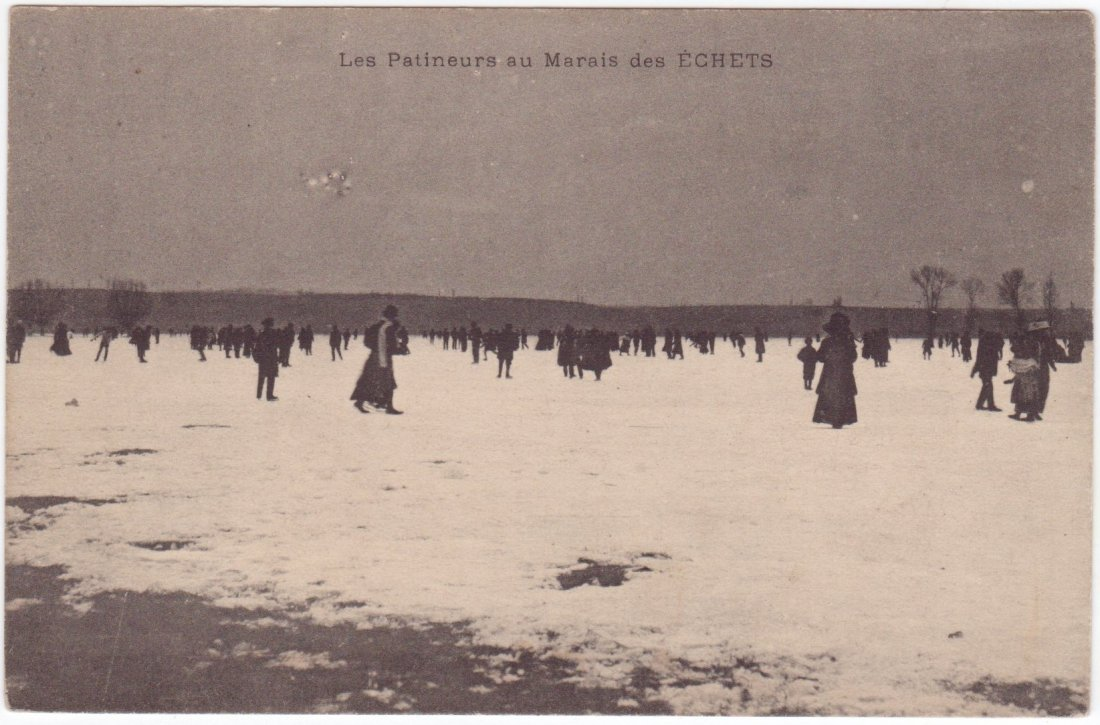
Carte postale ancienne de patineurs patinant sur le marais des Échets gelé (début XXe siècle).

En 1235, à l'emplacement du marais, se trouvait encore un lac et dès le XIIIe siècle, des travaux de drainage vers le ruisseau des Échets, l'ont peu à peu transformé en marais.
En 1946, un projet de construction d'une prison sur une partie asséchée fut envisagée ; le projet fut abandonné à la suite des protestations d'élus locaux mais également du maire de Lyon, Édouard Herriot.

## Utilisation économique

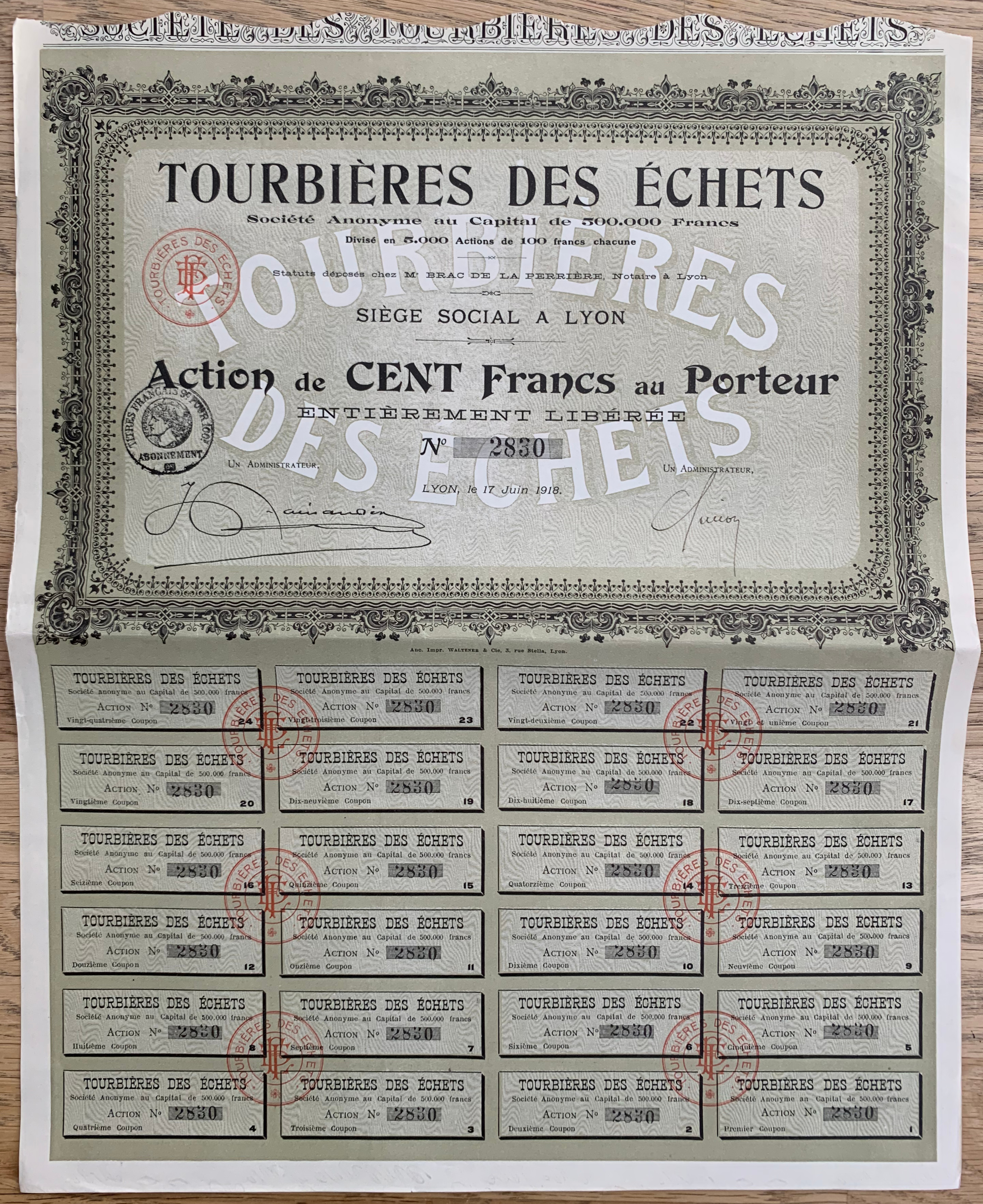
Actions au porteur de 100 francs des tourbières des Échets (1918).

Une partie du marais est exploitée en tourbière ceci depuis le début du XXe siècle ; de plus certains plans d'eau sont utilisés pour la pêche de loisirs.